# Gudang (Blang Pidie)
Gudang is een bestuurslaag in het regentschap Aceh Barat Daya van de provincie Atjeh, Indonesië. Gudang telt 392 inwoners (volkstelling 2010).